# 4. pehotni polk (Avstro-Ogrska)
Za druge 4. polke glejte 4. polk.
4. pehotni polk (izvirno nemško K.u.k. Infanterie-Regiment Nr. 4) je bil pehotni polk Avstro-ogrske skupne vojske..
V Wehrmachtu je polkovno tradicijo nadaljevala 44. pehotna divizija.

## Zgodovina
Polk je bil ustanovljen leta 1696 iz enot, zvestih velikemu mojstru nemške veje tevtonskega reda Franzu Ludwigu von Pfalz-Neubergu.

### Prva svetovna vojna
Polkovna narodnostna sestava leta 1914 je bila sledeča: 95 % Nemcev in 5 % drugih. Večina polka je bila nastanjena na Dunaju, en bataljon je bil v Wöllersdorfu in en v Konjicu.
Med prvo svetovno vojno se je polk bojeval tudi na soški fronti; tako je med tretjo soško fronto polkovni IV. bataljon sodeloval v bojih za vas Zagora. Poveljnik bataljona, stotnik Emil Frey, je bil za zasluge v bojih odlikovan z viteškim križcem Marije Terezije.
V sklopu t. i. Conradovih reform leta 1918 (od junija naprej) je bilo znižano število polkovnih bataljonov na 3.

## Organizacija
1918 (po reformi)
- 1. bataljon
- 2. bataljon
- 3. bataljon

## Poveljniki polka
- 1859: Johann Plochl[10]
- 1865: Johann Töply von Hohenvest[11]
- 1879: Gustav Borosini von Hohenstern[12]
- 1908: Hugo Daler[13]
- 1914: Ludwig von Holzhausen[1]